# 学校法人越原学園
学校法人 越原学園

| 創立         | 1915年（大正4年）                                                                                    |
| 種別         | 私立                                                                                                 |
| 創始者       | 越原和 越原春子                                                                                      |
| 理事長       | 越原もゆる                                                                                           |
| 本部         | 〒467-8610 愛知県名古屋市瑞穂区汐路町3丁目40番地                                                     |
| 設置機関     | 名古屋葵大学 名古屋女子大学短期大学部 名古屋葵大学高等学校 名古屋葵大学中学校 名古屋葵大学付属幼稚園 |
| ウェブサイト | 学校法人越原学園公式サイト                                                                           |

学校法人越原学園（がっこうほうじんこしはらがくえん、英: Koshihara Educational Foundation）とは、愛知県名古屋市瑞穂区汐路町3丁目40番地に法人本部をおく学校法人である。

## 概要
同法人の旧称は学校法人名古屋女子大学であるが、2007年4月1日に関連法人である学校法人越原学園（同法人とは別の法人格を持っていた）を吸収合併したことを機に、学校法人名古屋女子大学から学校法人越原学園に改称した（学校法人越原学園が学校法人名古屋女子大学を吸収合併したわけではない）。

## 沿革
《出典：》
- 1915年（大正04年）2月 - 越原和と越原春子が個人立学校『名古屋女学校』（『学校法人越原学園』の前身に当たる）を愛知県名古屋市東区葵町に創立（『本科』『裁縫科』『家政科』を開設）。校訓を「親切」と定める。
- 1921年（大正10年）4月 - 『名古屋女学校』を4年制高等女学校の個人立学校『名古屋高等女学校』に昇格させる。
- 1935年（昭和10年）6月 - 『名古屋高等女学校』が現在の愛知県名古屋市瑞穂区汐路町に新築移転。
- 1937年（昭和12年）4月 - 『名古屋高等女学校』が5年制高等女学校に昇格。
- 1940年（昭和15年）4月  - 小川善三郎、小川潤三兄弟の寄付金を基本として、姉妹法人『財団法人名古屋市緑ヶ丘女子学園』（『学校法人名古屋女子大学』の前身に当たる）を設置し、姉妹校として財団法人立学校『緑ヶ丘高等女学校』を設置する。
- 1946年（昭和21年）4月 - 個人立学校『名古屋高等女学校』を財団法人立学校『名古屋高等女学校』とする[4]。
- 1948年（昭和23年）4月 - 学制改革により『名古屋高等女学校』と『緑ヶ丘高等女学校』を合併して財団法人立の『名古屋女学院高等学校』『名古屋女学院中学校』（現在の『名古屋女子大学高等学校』『名古屋女子大学中学校』に当たる）に改め、『名古屋女学院高等学校』を『財団法人越原学園』が、『名古屋女学院中学校』を『財団法人名古屋市緑ヶ丘女子学園』がそれぞれ維持経営することになる。
- 1950年（昭和25年）4月 - 『財団法人名古屋市緑ヶ丘女子学園』が財団法人立『名古屋女学院短期大学』を設置する（『家政科』を開設）。
- 1951年（昭和26年）4月 - 『私立学校法』の設定により、『財団法人越原学園』『財団法人名古屋市緑ヶ丘女子学園』を学校法人に組織変更する。
- 1953年（昭和28年）4月 - 『名古屋女学院高等学校』に『普通科』とならんで新しく『家庭科』を設置する。
- 1958年（昭和33年）
  - 4月 - 『名古屋女学院短期大学』に『専攻科』を設置する。
  - 7月 - 岐阜県加茂郡東白川村越原（おっぱら）の山林に学園施設として宮ヶ平キャンプ場を設営する[4]。
- 1962年（昭和37年）4月 - 『名古屋女学院短期大学』に『服飾科』『栄養科』を設置する。
- 1964年（昭和39年）4月 - 
  - 『学校法人名古屋市緑ヶ丘女子学園』が私立『名古屋女子大学』を愛知県名古屋市瑞穂区汐路町に設置する（『家政学部家政学科』を開設）。
  - 『名古屋女学院短期大学』を『名古屋女子大学短期大学部』と改称する。
  - 『名古屋女学院中学校』の設置者を『学校法人越原学園』に変更する。
- 1967年（昭和42年）4月 - 『名古屋女学院高等学校』『名古屋女学院中学校』を『名古屋女子大学高等学校』『名古屋女子大学中学校』と改称する。
- 1968年（昭和43年）4月 - 『名古屋女子大学』の『家政学部家政学科』に『家政学専攻』『食物学専攻』『管理栄養士専攻』を設置する。
- 1971年（昭和46年）4月 - 
  - 『名古屋女子大学』の『家政学部』に『児童学科』を設置する。
  - 『学校法人名古屋市緑ヶ丘女子学園』が私立『名古屋女子大学付属幼稚園』を設置する。
- 1977年（昭和52年）4月 - 『学校法人名古屋市緑ヶ丘女子学園』を『学校法人名古屋女子大学』と改称する。
- 1978年（昭和53年）4月 - 
  - 『名古屋女子大学』の『家政学部児童学科』を愛知県名古屋市天白区高宮町にある『天白学舎』に移す。
  - 『名古屋女学院洋裁研究所』を専門学校に昇格し、『名古屋生活文化専門学校』と改称する[5]。
- 1980年（昭和55年）4月 - 『名古屋生活文化専門学校』を『名古屋生活技術専門学校』と改称する。
- 1982年（昭和57年）4月 - 『名古屋女子大学短期大学部』に『英語科』を設置する。
- 1983年（昭和58年）3月 - 『名古屋女子大学短期大学部』の『服飾科』を廃止する。
- 1988年（昭和63年）4月 - 『名古屋女子大学』に『文学部』（『日本文学科』『英語英文学科』『児童教育学科』を開設）を設置する。
- 1989年（平成元年）4月 - 
  - 『名古屋女子大学短期大学部家政科』を『生活学科』に名称変更し、『服装学専攻』『食生活専攻』『生活文化専攻』を設置する。
  - 『名古屋女子大学高等学校』に設置する『家政科』の生徒募集を停止する[3]。
- 1990年（平成02年）3月 - 『名古屋生活技術専門学校』を廃止する。
- 1992年（平成04年）
  - 3月 - 『名古屋女子大学家政学部』の『児童学科』を廃止する。
  - 4月 - 『名古屋女子大学』の『家政学部家政学科食物学専攻』を改組し、『生活環境学専攻』『生活経営学専攻』を設置する。
- 1995年（平成07年）4月 - 
  - 『名古屋女子大学』の『家政学部家政学科管理栄養士専攻』を改組し、『家政学部食物栄養学科』を設置する[6]。
  - 『名古屋女子大学短期大学部生活学科』の専攻を改編し、『服飾専攻』『生活文化専攻』『生活情報専攻』を設置する[6]。
- 1996年（平成08年）9月 - 『名古屋女子大学短期大学部生活学科』の『食生活専攻』を廃止する。
- 1997年（平成09年）4月 - 『名古屋女子大学付属幼稚園』を愛知県名古屋市天白区高宮町に移転する。
- 1998年（平成10年）4月 - 『学校法人名古屋女子大学』が『名古屋女子大学大学院』を設置する（『生活学研究科生活環境専攻』『人文科学研究科日本文化専攻』を開設）。
- 2000年（平成12年）4月 - 
  - 『名古屋女子大学』の『家政学部家政学科生活環境学専攻』を改組し、『家政学部生活環境学科』を設置する（これに伴い、『家政学部』は『家政学科』『食物栄養学科』『生活環境学科』となる）。
  - 『名古屋女子大学短期大学部生活学科』の専攻を改編し、新たに『服飾デザイン専攻』『食生活専攻』『生活デザイン専攻』を設置（従来よりある『生活情報専攻』と合わせて4専攻体制とする）。
- 2001年（平成13年）4月 - 『名古屋女子大学』の『文学部児童教育学科』を改組し、『児童教育学専攻』『幼児保育学専攻』を設置するとともに、『英語英文学科』を『英語英米文化学科』に名称変更する。
- 2002年（平成14年）3月 - 『名古屋女子大学短期大学部生活学科』の『生活文化専攻』を廃止する。
- 2004年（平成16年）4月 - 『名古屋女子大学』の『文学部日本文学科』と『文学部英語英米文化学科』を統合し、『文学部国際言語表現学科』を設置する[6]。
- 2005年（平成17年）4月 - 
  - 『名古屋女子大学』の『大学院生活学研究科』に『食物栄養学専攻修士課程』を設置するとともに、『家政学部生活福祉学科』を設置する[6]。
  - 『名古屋女子大学短期大学部』に『保育学科』を設置するとともに、『生活学科服飾デザイン専攻』と『生活学科生活デザイン専攻』を統合し、『生活創造デザイン専攻』を設置する（従来の『食生活専攻』『生活情報専攻』と合わせて3専攻体制とする）[6]。
- 2006年（平成18年）4月 - 『名古屋女子大学』の『大学院生活学研究科食物栄養学専攻修士課程』を改組し、『食物栄養学専攻博士前期課程』『食物栄養学専攻博士後期課程』を設置するとともに、『大学院人文科学研究科』に『言語表現文化専攻修士課程』『児童教育専攻修士課程』を設置する[6]。
- 2007年（平成19年）4月 - 『学校法人名古屋女子大学』（この時点で『名古屋女子大学』『名古屋女子大学短期大学部』『名古屋女子大学付属幼稚園』を設置）に『学校法人越原学園』（この時点で『名古屋女子大学高等学校』『名古屋女子大学中学校』を設置）を吸収合併し、同時に『学校法人名古屋女子大学』の法人名称を『学校法人越原学園』に変更する。
- 2014年（平成26年）3月 - 『名古屋女子大学家政学部』の『生活福祉学科』を廃止する。
- 2015年（平成27年）
  - 3月 - 『名古屋女子大学短期大学部生活学科』の専攻課程を廃止する。
  - 9月 - 『天白学舎』を閉鎖し、『汐路学舎』に統合。
- 2018年（平成30年）4月 - 『名古屋女子大学短期大学部保育学科』に『第三部（3年制）』を設置。
- 2019年（平成31年）4月 - 『名古屋女子大学』に『健康科学部』を設置。健康科学部には『家政学部食物栄養学科』を改組した『健康栄養学科』と、新設の『看護学科』の2学科を設置。
- 2022年（令和04年）
  - 3月 - 『名古屋女子大学家政学部』の『家政経済学科』を廃止する。
  - 4月 - 『名古屋女子大学』に『医療科学部』を新設。医療科学部には『理学療法学科』と『作業療法学科』の2学科を設置。
- 2025年（令和07年）4月 -『名古屋女子大学』を共学化し、『名古屋葵大学』に名称変更。これに伴い、『名古屋女子大学中学校』は『名古屋葵大学中学校』、『名古屋女子大学高等学校』は『名古屋葵大学高等学校』、『名古屋女子大学付属幼稚園』は『名古屋葵大学付属幼稚園』に名称変更。『名古屋女子大学短期大学部』の募集停止。
- 2026年（令和08年）4月 -『名古屋葵大学中学校』、『名古屋葵大学高等学校』を共学化（予定）。『名古屋葵大学付属幼稚園』を認定こども園に移行（予定）。

## 歴代理事長
- 越原春子
- 越原和
- 越原公明
- 越原一郎
- 越原もゆる

## 設置機関
- 法人本部
  - 名古屋葵大学
  - 名古屋女子大学短期大学部
  - 名古屋葵大学高等学校
  - 名古屋葵大学中学校
  - 名古屋葵大学付属幼稚園

## 廃止機関
- 名古屋生活技術専門学校